# Parafia św. Stanisława Biskupa i Męczennika w Ozone Park
Parafia św. Stanisława Biskupa i Męczennika w Ozone Park (ang. St. Stanislaus Bishop & Martyr Parish) – parafia rzymskokatolicka położona w Ozone Park, w dzielnicy Queens, stanu Nowy Jork, Stany Zjednoczone.
Ustanowiona w 1923 roku i dedykowana św. Stanisławowi ze Szczepanowa.
Jest ona wieloetniczną parafią w diecezji Brooklyn, z mszą św. w j. polskim dla polskich imigrantów. Od roku 2007 kościół i parafia wraz z innymi mniejszymi kościołami włączone w sąsiednią parafię Nativity of the Blessed Virgin Mary. 

## Nabożeństwa w j. polskim
- Niedziela – 11:00

## Szkoły
- St Stanislaus Elementary and Nursery School
- St Stanislaus Middle School